# Henri Ricard
Henri Ricard est un homme politique français né le 26 août 1849 à Cézy (Yonne) et décédé le 21 mars 1910 à Paris.

## Biographie
Médecin, mais n'exerçant pratiquement pas, il est conseiller municipal de Beaune pendant 12 ans. Il est député de la Côte-d'Or de 1891 à 1902, inscrit au groupe radical. Il s'occupe surtout d'agriculture, et est rapporteur du budget de l'agriculture de 1899 à 1902. En 1893, le Groupe  viticole de la Chambre des députés, présidé par Adolphe Turrel, député de l'Aude, connait une grave crise. Les députés de l'Est et du Centre, quittent le groupe viticole, et créent le Groupe viticole du Centre et de l'Est, Henri Ricard en est élu le Président. 
En 1903, Henri Ricard est élu sénateur de la Côte d'Or et le reste jusqu'en 1910. 